# Valença do Piauí (gemeente)
Valença do Piauí is een gemeente in de Braziliaanse deelstaat Piauí. De gemeente telt 20.303 inwoners (schatting 2009).
De gemeente grenst aan Inhuma, Aroazes, Pimenteiras, Novo Oriente, Elesbão Veloso en Lagoa do Sítio.